# Thomas Gurney (Stenograf)

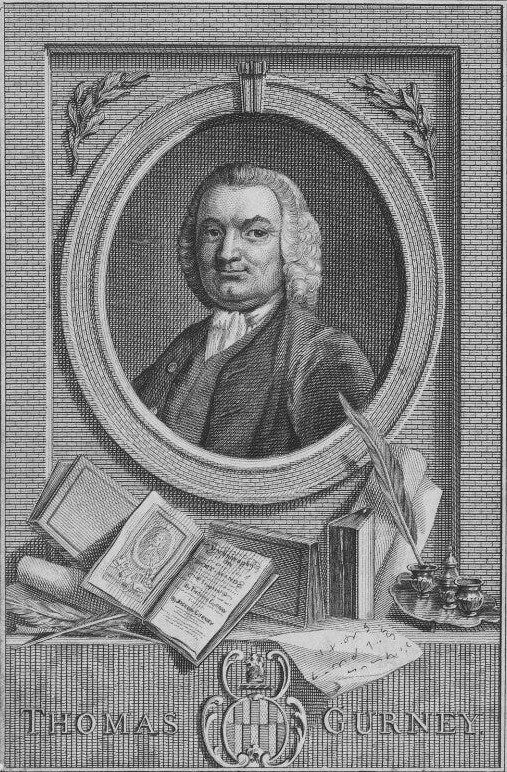
Thomas Gurney

Thomas Gurney (* 1705 bei Woburn in der Grafschaft Bedfordshire, England; † 22. Juni 1770) war ein britischer Parlaments- und Gerichtsstenograf und entwickelte ein Stenografiesystem.

## Leben und Wirken
Thomas Gurney erlernte anfangs das Uhrmacherhandwerk. Bereits als Knabe soll er sich einige Bücher gekauft haben, unter denen sich ein Lehrbuch des englischen Stenografiesystemerfinders William Mason (1640–1720) befand. Schon mit 16 Jahren soll er eine Rede wortwörtlich aufgenommen haben. Thomas Gurney wurde schließlich mit der stenografischen Aufnahme der Verhandlungen der Ausschüsse des britischen House of Commons und der Gerichtssitzungen des House of Lords beauftragt. Im Jahre 1737 erhielt er im Alter von 32 Jahren eine Anstellung als Gerichtsstenograf am Gerichtshof Old Bailey in London. 1748 wurde Gurney von der Stadt London am Gerichtshof Old Bailey amtlich angestellt und mit der Herausgabe der Sitzungsberichte beauftragt. Das von Thomas Gurney gegründete Gurney-Institut bildete bis weit in das 19. Jahrhundert hinein fast die einzigen praktischen Stenografen des Vereinigten Königreiches aus und wurde innerhalb und außerhalb Londons zu vielen Gerichtsverhandlungen von den verschiedenen Parteien zugezogen.

## Wirken von Gurneys Nachkommen
Auch Thomas Gurneys Sohn Joseph Gurney (1744–1815) wurde zu den Gerichtssitzungen des Oberhauses als Stenograf hinzugezogen. Dort stenografierte er z. B. den berühmten Staatsprozess von 1788 mit, bei dem Warren Hastings, Generalgouverneur in Britisch-Ostindien, angeklagt war. Joseph Gurneys Sohn William Brodie Gurney (1777–1855) wurde im Jahre 1813 als Stenograf für die Ausschussverhandlungen des Unterhauses und für die Gerichtssitzungen des Oberhauses amtlich angestellt. Dieses Amt vererbte er auch seinen Nachkommen. Eine neue Bearbeitung mit allerdings nur geringen Veränderungen des Systems Gurney wurde noch 1922 im Britischen Parlament verwendet. Aus der Familie Gurney gingen fünf Stenografen-Generationen hervor.

## Systembeschreibung und Veröffentlichungen

Thomas Gurney: Brachygraphy, London 1835, Alphabetübersicht mit Beispielwörtern

In der ersten Auflage von Thomas Gurneys Lehrbuch, das er 1750 unter dem Titel „Brachygraphy“ veröffentlichte, bezeichnete er sich noch als Taschen- und Kirchturmuhrmacher. Thomas Gurney verwendete für sein Stenografiesystem das System von William Mason nach der Version von 1707 als Grundlage und verbesserte es. Masons Kurzschrift gehört zu den altgeometrischen Schriftstilen. Dabei stammen die Zeichen aus den Grundformen der ebenen Geometrie (Gerade, Kreis und Kreisteile in verschiedener Richtung und Größe). Die Zeichen werden ohne Verbindungsstriche unmittelbar miteinander verbunden. Der altgeometrische Schriftstil weist im Gegensatz zum neugeometrischen Schriftstil neben einfachen Zeichen auch zusammengesetzte Zeichen mit mehreren Schriftzügen für ein Zeichen auf. Die Selbstlaute wurden durch William Mason angedeutet, indem der auf den Selbstlaut folgende Mitlaut als verkleinertes Zeichen an einer bestimmten Stelle des vorhergehenden Mitlautzeichen gesetzt wurde (intermittierende Selbstlautandeutung).
Gurney verwendete ebenfalls diese intermittierende Selbstlautandeutung, wobei es wie bei Mason nur drei Positionen für die Selbstlaute gab, um sie gut auf einer Seite des Mitlauts unterzubringen. A und e, i und y sowie o und u wurden zusammengelegt und bei Verwechslungsgefahr dadurch unterschieden, indem das Selbstlautandeutung verkleinerte Zeichen weiter vom vorausgehenden Mitlaut weggerückt wurde. Gurney verringerte Masons Kurzformen für ganze Wörter und Wortfolgen auf etwa hundert und schuf einige besondere Kürzel speziell für die Parlamentsberichterstattung. Einzelne Punkte in unterschiedlichen Positionen wurden für verschiedene sehr häufige Wörter verwendet.

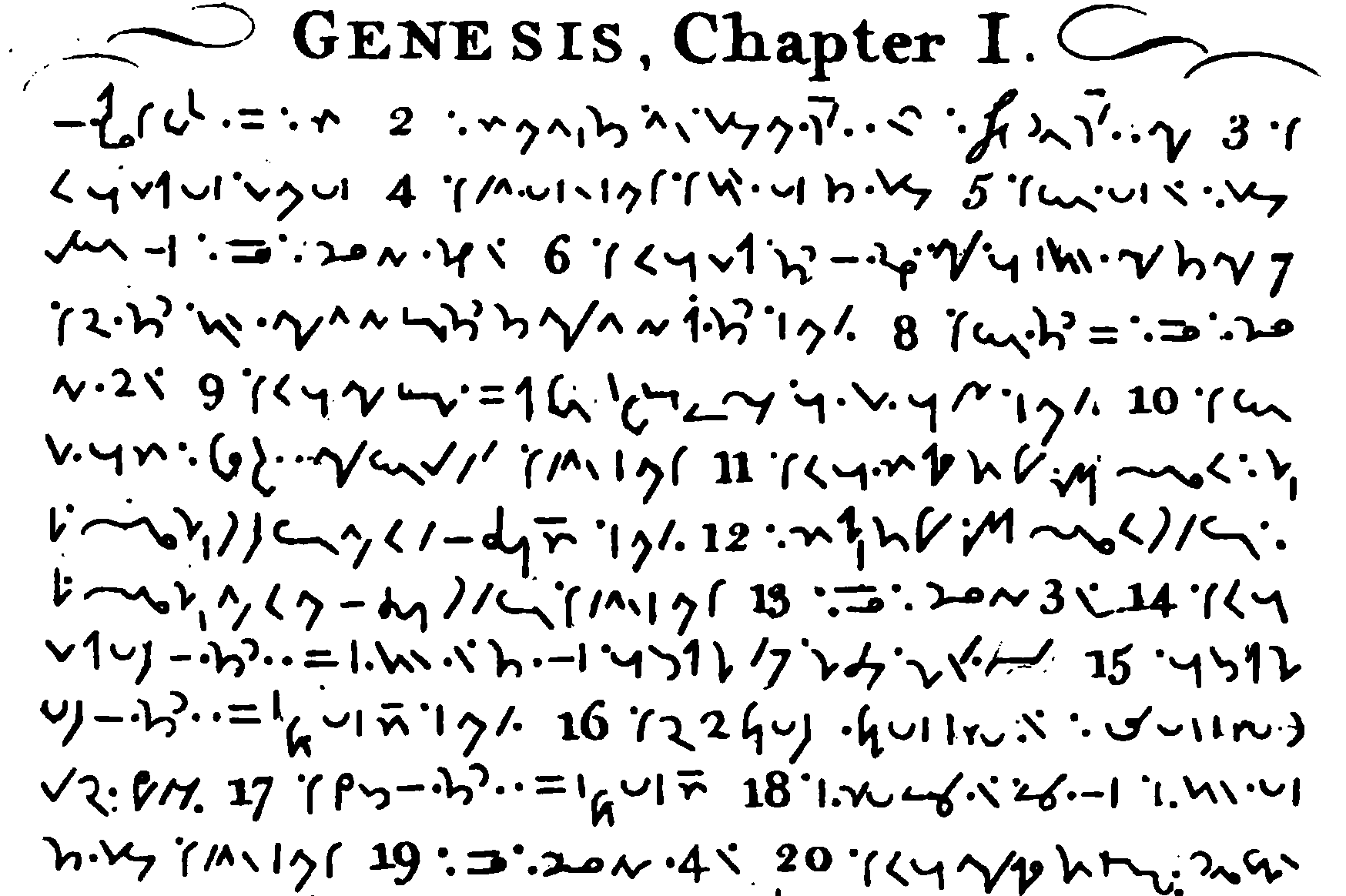
Stenografiesystem Gurney: Anfang der Genesis

Nach Gurneys Tod im Jahre 1770, in dem auch die 7. Auflage seiner „Brachygraphy“ erschien, gaben seine Söhne das System in neuen Auflagen heraus. Sein Sohn Joseph Gurney nahm einige unbedeutende Änderungen vor und gab 1772 die 8. Auflage unter seinem und dem Namen seines Vaters heraus. In der 9. Auflage (Manchester 1773) wurde der Hinweis auf das Ursystem von Mason weggelassen. Joseph und Martha Gurney veröffentlichten 1778 eine Brachygraphy-Ausgabe. 1789 erschien auch eine Auflage in Philadelphia im US-Bundesstaat Pennsylvania. Gurneys System war bis gegen Ende des 19. Jahrhunderts in den USA in Gebrauch. Die 16. Auflage erschien 1835 und gibt als Verfasser bzw. Herausgeber Thomas Gurney, Joseph Gurney und William Brodie Gurney an. Sie ist auch 2008 als Reprint in Whitefish (Montana), USA erschienen (vgl. Literaturangabe). Insgesamt gab es mindestens 18 Auflagen von Gurneys Kurzschriftsystem.

## Verwendung durch Charles Dickens
Prominentester Anwender des Systems von Gurney war der englische Schriftsteller Charles Dickens (1812–1870). Er arbeitete sich zum Parlamentsstenografen hoch und schrieb seit 1829 auf der Galerie der Berichterstatter des britischen Unterhauses nach Gurneys System. Es ist zu Unrecht darauf hingewiesen worden, dass Charles Dickens in seinem Roman „David Copperfield“, der die meisten autobiographischen Züge aufweist, die schwierige Erlernung des Systems Gurney schildere. Dickens machte bei seiner launigen Erzählung nicht ein bestimmtes System, sondern die Stenografie allgemein zum Gegenstand seines Humors. Am Schluss versicherte er jedoch, dass es ihm gelungen war, seine Niederschrift unter allen Umständen lesen zu können.